# Werelderfgoed in Angola
Tot het Werelderfgoed in Angola behoort een Werelderfgoed. Deze werd in 2017 ingeschreven.

## Werelderfgoederen

### Actuele Werelderfgoederen
Deze lijst toont de twee Werelderfgoederen in Angola in chronologische volgorde (C – Cultuurerfgoed; N – Natuurerfgoed).
| Naam                                                                               | Jaar | Soort | Beschrijving | Afbeelding |
| ---------------------------------------------------------------------------------- | ---- | ----- | ------------ | ---------- |
| M'banza-Kongo, overblijfselen van de hoofdstad van het voormalige Koninkrijk Kongo | 2017 | C     |              |            |

### Als Werelderfgoed genomineerde objecten
In de voorlopige lijst van de UNESCO worden objecten ingeschreven, die naar het inzicht van de betreffende regering potentieel voor de erkenning als Werelderfgoed in aanmerking komen. Dit zegt niets over de eventuele daadwerkelijke succesvolle inschrijving op de lijst. Tegenwoordig (2023) zijn op de lijst dertien objecten uit Angola ingeschreven.
| Naam                                                          | Jaar | Soort | Beschrijving | Afbeelding |
| ------------------------------------------------------------- | ---- | ----- | ------------ | ---------- |
| Vesting São Miguel                                            | 1996 | C     |              |            |
| Vesting São Pedro da Barra                                    | 1996 | C     |              |            |
| Vesting São Francisco do Penedo                               | 1996 | C     |              |            |
| Vesting van Massangano                                        | 1996 | C     |              |            |
| Kerk Nossa Senhora da Victoria                                | 1996 | C     |              |            |
| Vesting van Cambambe                                          | 1996 | C     |              |            |
| Vesting van Muxima                                            | 1996 | C     |              |            |
| Kerk Nossa Senhora da Conceição da Muxima                     | 1996 | C     |              |            |
| Kleine vesting van Kikombo                                    | 1996 | C     |              |            |
| Kerk Nossa Senhora do Rosário                                 | 1996 | C     |              |            |
| Cultuurlandschap van Corredor do Kwanza                       | 2017 | C/N   |              |            |
| Archeologische site van Tchitundu-Hulu                        | 2017 | C     |              |            |
| Cuito Cuanavale - Stad van de bevrijding en onafhankelijkheid | 2017 | C     |              |            |